# Institut des techniques informatiques
L'Institut des Techniques Informatiques Nixdorf (sigle: I.T.I.N.) fut une École supérieure  d'informatique, réseaux et systèmes d'information fondée en 1988 et un Centre de formation par alternance école/entreprise de la Chambre de commerce et d'industrie de Versailles-Val-d'Oise-Yvelines,,,. Après fusion avec l'ESCIA, elle a donné naissance à l'Itescia en 2013 puis l’ESIEE-IT en 2022.

## Historique
En 1988, la Société Nixdorf AG, et la CCIV (Chambre de commerce et d'industrie de Versailles-Val-d'Oise-Yvelines) qui en assure la gestion créent l'ITIN, École supérieure par alternance. 
Il s'agit de mettre en place en France une formation supérieure alternant école et entreprise sur le modèle du système dual allemand.
Après 24 années de fonctionnement, l’Institut a fusionné avec l'ESCIA pour former ITESCIA.

## Campus

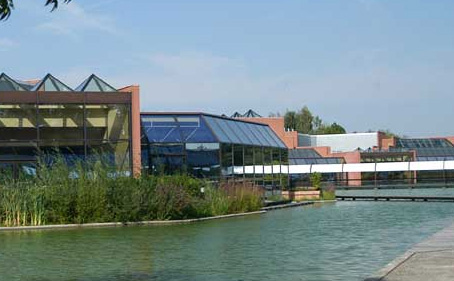
Campus du Parc Saint Christophe.

L'école était située à Cergy-Pontoise (200 000 habitants) à 35 km de Paris.

## Cursus
En 2009, l'école était le CFA  pour les formations suivantes dont il ne délivrait pas les diplômes :
- Diplôme  M2I  reconnu par l'état enregistré au RNCP[6]
- Master Réseaux délivré par l'Université Pierre-et-Marie-Curie[4]
- Master IRS Ingénierie des réseaux et systèmes délivré par l'Université de Versailles-Saint-Quentin-en-Yvelines
- Master Systèmes informatiques, délivré par l'Université de Cergy-Pontoise
- Licence d'Informatique, délivrée par le CNAM
- Licence professionnelle LP R&T, Réseaux et Télécommunications, délivrée par l'Université Paris-Est Marne-la-Vallée
- Licence professionnelle LP Informatique embarquée, délivrée par l'Université de Cergy-Pontoise
- Licence communication et médias, délivrée par l'Université de Cergy-Pontoise
- Brevet de technicien supérieur - Services informatiques aux organisations (BTS SIO).